# Émmeline Mainguy
Émmeline Mainguy (Caen, Normandía, Francia, 12 de junio de 1988) es una futbolista francesa. Juega como guardameta y actualmente milita en el F. C. Fleury 91 de la Division 1 Féminine francesa.

## Selección nacional
Ha sido internacional con las selecciones sub-17 y sub-19 de Francia.

## Clubes
| Club              | País    | Año         |
| ----------------- | ------- | ----------- |
| Condéen           | Francia | 2004 - 2006 |
| Clairefontaine    | Francia | 2006 - 2007 |
| Olympique de Lyon | Francia | 2007 - 2008 |
| Extremadura       | España  | 2008 - 2011 |
| Guingamp          | Francia | 2011 - 2016 |
| Santa Teresa      | España  | 2016 - 2017 |
| Dijon             | Francia | 2017 - 2020 |
| Napoli            | Italia  | 2020        |
| Fleury            | Francia | 2020 - act. |

Fuentes.

## Palmarés

### Campeonatos nacionales
| Título                              | Club              | País    | Año         |
| ----------------------------------- | ----------------- | ------- | ----------- |
| Division 1 Féminine                 | Olympique de Lyon | Francia | 2007 - 2008 |
| Copa Femenina de Francia            | Olympique de Lyon | Francia | 2007 - 2008 |
| Segunda División Femenina de España | Extremadura       | España  | 2009 - 2010 |
| Division 2 Féminine                 | Dijon             | Francia | 2017 - 2018 |